# (175152) Marthafarkas
(175152) Marthafarkas est un astéroïde de la ceinture principale.

## Description
(175152) Marthafarkas est un astéroïde de la ceinture principale. Il fut découvert le 3 mars 2005 à Vail-Jarnac par Tom Glinos et David H. Levy. Il présente une orbite caractérisée par un demi-grand axe de 2,34 UA, une excentricité de 0,13 et une inclinaison de 6,3° par rapport à l'écliptique.